# Kabinett Josef Hoop I

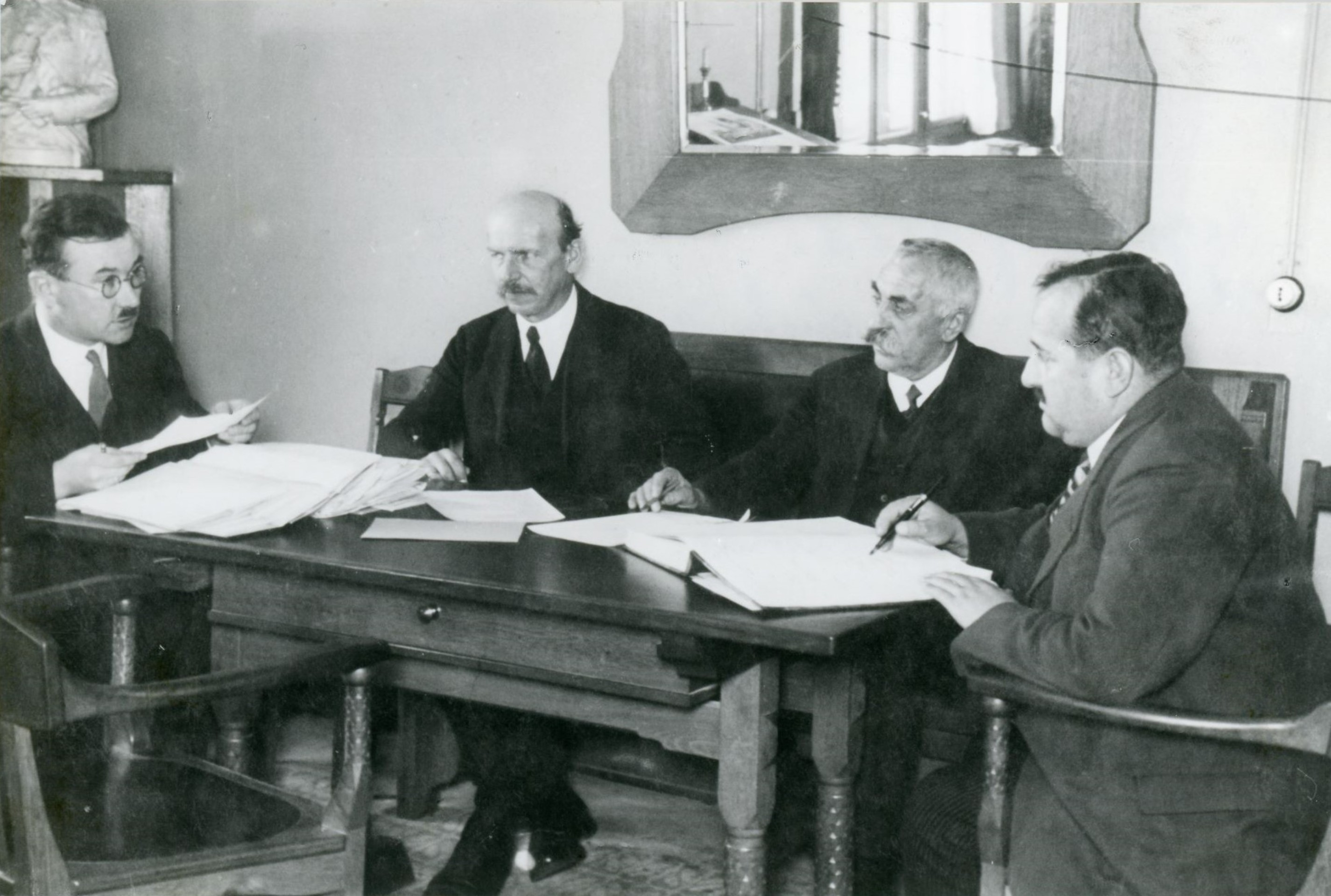
Die Liechtensteinische Regierung um 1928. Von links: Ministerpräsident Josef Hoop, die Regierungsräte Peter Büchel und Joseph Gassner, Regierungssekretär Ferdinand Nigg.

Das Kabinett Josef Hoop I war vom  6. August 1928 bis 28. Februar 1936 die von Fürst Johann II. und seinem Nachfolger Franz I. ernannte Regierung des Fürstentums Liechtenstein unter Vorsitz von Regierungschef Josef Hoop in seiner ersten Amtszeit.
Nachdem das Kabinett Gustav Schädler (VP) wegen der Verwicklung führender Mitglieder der Volkspartei in den Sparkassaskandal hatte zurücktreten müssen, und die Fortschrittlichen Bürgerpartei (FBP) bei den vorgezogenen Neuwahlen am 15. und 29. Juli deutlich gewonnen hatte, konnte Josef Hoop (FBP) am 6. August 1928 mit der Regierungsführung betraut werden. Die FBP konnte alleine regieren und hatte nach den Nachwahlen am 16. März 1930 sogar alle Sitze im Landtag inne. Nach den Wahlen am 6. und 13. März 1932 bildete sie wieder eine Koalition mit der Volkspartei.
Die Amtszeit der Regierung war durch die Bewältigung der Weltwirtschaftskrise ab Herbst 1929 geprägt. Neben der Förderung der Wirtschaft durch den Bau des Binnenkanals, Unterstützung zur Öffnung neuer Betriebe und öffentlichen Arbeitsbeschaffungsmaßnahmen setzte Hoop auf die soziale Unterstützung der Bedürftigen und eine engere wirtschaftliche Anlehnung an die Schweiz. 
Hoop versuchte die innenpolitischen Spannungen zu entschärfen, stand aber konsequent für die Demokratie und Fürstentreue im Land ein und suchte das Erstarken faschistoider Kräfte im Liechtensteiner Heimatdienst und später der nationalsozialistischen Volksdeutschen Bewegung in Liechtenstein (VDBL) zu verhindern.
Die Auseinandersetzungen zwischen FBP und VP blieben in dieser Zeit trotz allem scharf. So erreichte die VP 1930 eine Volksinitiative zur Einführung des Proporzwahlrechts, die in der Volksabstimmung mit 60,6 Prozent Gegenstimmen scheiterte. Eine im selben Jahr abgehaltene Volksabstimmung über ein von ihr als Angriff auf die Pressefreiheit gesehene Pressegesetz gewann sie allerdings äußerst knapp. Ihre Gegnerschaft zu einer Wahlrechtsreform mit einem Gemeindequorum war in einer weiteren Volksabstimmung 1932 allerdings wieder nicht von Erfolg gekrönt. 

## Kabinettsmitglieder
|                               | Bild                                         | Name           | Amtszeit                          | Landschaft |  |
| Regierungschef                |                                              |                |                                   |            |  |
|                               |                                              | Josef Hoop     | 6. August 1928 – 28. Februar 1936 | Unterland  |  |
| Regierungschef-Stellvertreter |                                              |                |                                   |            |  |
|                               | Regierungschef-Stellvertreter Ludwig Marxer  | Ludwig Marxer  | 6. August 1928 – 20. Juni 1933    | Unterland  |  |
|                               | Regierungschef-Stellvertreter Anton Frommelt | Anton Frommelt | 20. Juni 1933 – 28. Februar 1936  | Oberland   |  |
| Regierungsräte                |                                              |                |                                   |            |  |
|                               | Regierungsrat Peter Büchel                   | Peter Büchel   | 6. August 1928 – 28. Februar 1936 | Unterland  |  |
|                               | Regierungsrat Josef Gassner                  | Josef Gassner  | 6. August 1928 – 18. März 1932    | Oberland   |  |
|                               | Regierungsrat Josef Steger                   | Josef Steger   | 18. März 1932 – 28. Februar 1936  | Oberland   |  |